# Pogonotropha
Pogonotropha is een geslacht van vlinders van de familie snuitmotten (Pyralidae).

## Soorten
- P. dicksoni Mey, 2011
- P. wahlbergi Zeller, 1852